# 2038
|  | Denne artikel beskriver en fremtidig begivenhed Denne artikel eller sektion handler om planlagt eller forventet fremtidig begivenhed. Der kan forekomme spekulativ information, og indholdet kan ændres dramatisk når begivenheden nærmer sig og mere information bliver tilgængelig. |

| 2038               |
| ------------------ |
| Dødsfald - Fødsler |
|                    |

| Gregoriansk kalender | 2038 MMXXXVIII          |
| Ab urbe condita      | 2791                    |
| Armensk kalender     | 1487 ԹՎ ՌՆՁԷ            |
| Kinesiske kalender   | 4734 – 4735 丁巳 – 戊午 |
| Etiopisk kalender    | 2030 – 2031             |
| Jødisk kalender      | 5798 – 5799             |
| Hindukalendere       |                         |
| - Vikram Samvat      | 2093 – 2094             |
| - Shaka Samvat       | 1960 – 1961             |
| - Kali Yuga          | 5139 – 5140             |
| Iransk kalender      | 1416 – 1417             |
| Islamisk kalender    | 1460 – 1461             |

2038 (MMXXXVIII) begynder året på en fredag. Påsken falder dette år den 25. april – dette er den seneste mulige dato for påsken. Den sidste gang dette skete var i 1943.
Se også 2038 (tal)

## Forudsigelser og planlagte hændelser
- 5. januar – solformørkelse over det Caribiske Hav, Atlanterhavet og det vestlige Afrika.
- 2. juli – solformørkelse over det nordlige Sydamerika, Atlanterhavet og det centrale Afrika.
- 26. december – total solformørkelse over Australien og New Zealand.

## Teknologi
- 19. januar – er det seneste tidspunkt der kan repræsenteres på Unix-systemer og i programmeringssproget C, hvilket betyder at tidspunkter derefter vil blive fejlagtigt rapporteret. År 2038-problemet kan måske få samme følger som år 2000-problemet.

## Sport
- VM i fodbold 2038. Den 26. udgave af VM i fodbold. Endnu har intet land officielt lagt billet ind på et værtkandidatur. VM-pokalen vil evt. blive udskiftet dette år, da der ikke vil være flere pladser til at skrive vinderne på.

## Film
V for Vendetta (2006) – Palace of Westminster bliver sprunget i luften af hovedpersonen den 5. november.

## Billeder
- Solformørkelse, denne fra 1999
- År 2038-problemet